# Airy-Funktion
Die Airy-Funktion {\displaystyle \operatorname {Ai} (x)} bezeichnet eine spezielle Funktion in der Mathematik. Die Funktion {\displaystyle \operatorname {Ai} (x)} und die verwandte Funktion  {\displaystyle \operatorname {Bi} (x)}, die ebenfalls Airy-Funktion genannt wird, sind Lösungen der linearen Differentialgleichung
{\displaystyle \ y''-xy=0\ ,}
auch bekannt als Airy-Gleichung. Sie beschreibt unter anderem die Lösung der Schrödinger-Gleichung für einen linearen Potentialtopf.
Die Airy-Funktion ist nach dem britischen Astronomen George Biddell Airy benannt, der diese Funktion in seinen Arbeiten in der Optik verwendete (Airy 1838). Die Bezeichnung {\displaystyle \operatorname {Ai} (x)} wurde von Harold Jeffreys eingeführt.

## Definition

### Reelle Airy-Funktion
Für reelle Werte {\displaystyle x} ist die Airy-Funktion als Parameterintegral definiert:
{\displaystyle \mathrm {Ai} (x)={\frac {1}{\pi }}\int \limits _{0}^{\infty }\cos \left({\frac {t^{3}}{3}}+xt\right)\,{\rm {d}}t\ .}
Eine zweite, linear unabhängige Lösung der Differentialgleichung ist die Airy-Funktion zweiter Art {\displaystyle \mathrm {Bi} }:
{\displaystyle \mathrm {Bi} (x)={\frac {1}{\pi }}\int \limits _{0}^{\infty }\left(\exp \left(-{\frac {t^{3}}{3}}+xt\right)+\sin \left({\frac {t^{3}}{3}}+xt\right)\right)\,{\rm {d}}t\ .}

### Komplexe Airy-Funktion
Die komplexe Airy-Funktion ist
{\displaystyle \operatorname {Ai} (z)={\frac {1}{2\pi i}}\int _{C}\exp \left({\tfrac {t^{3}}{3}}-zt\right)\,dt,}
mit Kontour {\displaystyle C} von {\displaystyle z_{1}=\infty } mit {\displaystyle \operatorname {arg} (z_{1})=-\pi /3} nach {\displaystyle z_{2}=\infty } mit {\displaystyle \operatorname {arg} (z_{2})=\pi /3}.

## Eigenschaften

### Asymptotisches Verhalten
Für {\displaystyle x} gegen {\displaystyle +\infty } lassen sich {\displaystyle \mathrm {Ai} (x)} und {\displaystyle \mathrm {Bi} (x)} mit Hilfe der WKB-Näherung approximieren:
{\displaystyle {\begin{aligned}\mathrm {Ai} (x)&{}\simeq {\frac {e^{-{\frac {2}{3}}x^{3/2}}}{2{\sqrt {\pi }}\,x^{1/4}}}\\\mathrm {Bi} (x)&{}\simeq {\frac {e^{{\frac {2}{3}}x^{3/2}}}{{\sqrt {\pi }}\,x^{1/4}}}.\end{aligned}}}
Für {\displaystyle x} gegen {\displaystyle -\infty } gelten die Beziehungen:
{\displaystyle {\begin{aligned}\mathrm {Ai} (x)&{}\simeq {\frac {\sin({\frac {2}{3}}(-x)^{3/2}+{\frac {1}{4}}\pi )}{{\sqrt {\pi }}\,(-x)^{1/4}}}\\\mathrm {Bi} (x)&{}\simeq {\frac {\cos({\frac {2}{3}}(-x)^{3/2}+{\frac {1}{4}}\pi )}{{\sqrt {\pi }}\,(-x)^{1/4}}}.\end{aligned}}}

### Nullstellen
Die Airy-Funktionen haben nur Nullstellen auf der negativen reellen Achse.
Die ungefähre Lage folgt aus dem asymptotischen Verhalten für {\displaystyle x\to -\infty } zu
{\displaystyle \operatorname {Ai} (x)=0\quad \Rightarrow \quad x\approx -{\bigl (}\textstyle {\frac {3}{2}}\pi (n-{\frac {1}{4}}){\bigr )}^{2/3},\quad n\in \mathbb {N} }
{\displaystyle \operatorname {Bi} (x)=0\quad \Rightarrow \quad x\approx -{\bigl (}\textstyle {\frac {3}{2}}\pi (n-{\frac {3}{4}}){\bigr )}^{2/3},\quad n\in \mathbb {N} }

### Spezielle Werte
Die Airy-Funktionen und ihre Ableitungen haben für {\displaystyle x=0} die folgenden Werte:
{\displaystyle {\begin{aligned}\mathrm {Ai} (0)&{}={\frac {1}{{\sqrt[{3}]{9}}\cdot \Gamma ({\frac {2}{3}})}},&\quad \mathrm {Ai} '(0)&{}=-{\frac {1}{{\sqrt[{3}]{3}}\cdot \Gamma ({\frac {1}{3}})}},\\\mathrm {Bi} (0)&{}={\frac {1}{{\sqrt[{6}]{3}}\cdot \Gamma ({\frac {2}{3}})}},&\quad \mathrm {Bi} '(0)&{}={\frac {\sqrt[{6}]{3}}{\Gamma ({\frac {1}{3}})}}.\end{aligned}}}
Hierbei bezeichnet {\displaystyle \Gamma (\cdot )} die Gammafunktion. Es folgt, dass die Wronski-Determinante von {\displaystyle \mathrm {Ai} (x)} und {\displaystyle \mathrm {Bi} (x)} gleich {\displaystyle {\tfrac {1}{\pi }}} ist.

## Fourier-Transformierte
Direkt aus der Definition der Airy-Funktion {\displaystyle \operatorname {Ai} (x)} (siehe oben) folgt deren Fourier-Transformierte.
{\displaystyle {\mathcal {F}}(\operatorname {Ai} )(k):=\int _{-\infty }^{\infty }\operatorname {Ai} (x)\ \mathrm {e} ^{-2\pi \mathrm {i} kx}\,dx=\mathrm {e} ^{{\frac {\mathrm {i} }{3}}(2\pi k)^{3}}\,.}
Man beachte die hier verwendete symmetrische Variante der Fourier-Transformation.

## Weitere Darstellungen
- Unter Verwendung der hypergeometrischen Funktion {\displaystyle {}_{0}F_{1}}

{\displaystyle \mathrm {Ai} (z)={\frac {1}{3^{2/3}\cdot \Gamma ({\tfrac {2}{3}})}}\cdot \,{}_{0}F_{1}\left(0;{\tfrac {2}{3}};{\tfrac {1}{9}}z^{3}\right)-{\frac {z}{3^{1/3}\cdot \Gamma ({\tfrac {1}{3}})}}\cdot \,{}_{0}F_{1}\left(0;{\tfrac {4}{3}};{\tfrac {1}{9}}z^{3}\right)}
{\displaystyle \mathrm {Bi} (z)={\frac {1}{3^{1/6}\cdot \Gamma ({\tfrac {2}{3}})}}\cdot \,{}_{0}F_{1}\left(0;{\tfrac {2}{3}};{\tfrac {1}{9}}z^{3}\right)+{\frac {3^{1/6}\cdot z}{\Gamma ({\tfrac {1}{3}})}}\cdot \,{}_{0}F_{1}\left(0;{\tfrac {4}{3}};{\tfrac {1}{9}}z^{3}\right)}
- Für {\displaystyle x>0} lassen sie sich auch mit der modifizierten Bessel-Funktion erster Art {\displaystyle I} so darstellen:

{\displaystyle \mathrm {Ai} (x)={\frac {1}{3}}{\sqrt {x}}\left[I_{-1/3}\left({\frac {2}{3}}x^{3/2}\right)-I_{1/3}\left({\frac {2}{3}}x^{3/2}\right)\right]}
{\displaystyle \mathrm {Bi} (x)={\sqrt {\frac {x}{3}}}\left[I_{-1/3}\left({\frac {2}{3}}x^{3/2}\right)+I_{1/3}\left({\frac {2}{3}}x^{3/2}\right)\right]}
- Eine andere unendliche Integraldarstellung für {\displaystyle \mathrm {Ai} } lautet

{\displaystyle \mathrm {Ai} (z)={\frac {1}{2\pi }}\int \limits _{-\infty }^{\infty }\exp \left(\mathrm {i} \cdot \left(zt+{\frac {t^{3}}{3}}\right)\right)\mathrm {d} t}
- Es gibt die Reihendarstellungen[2]

{\displaystyle \mathrm {Ai} (z)={\frac {1}{3^{2/3}\pi }}\sum _{n=0}^{\infty }{\frac {\Gamma \left({\frac {1}{3}}(n+1)\right)}{n!}}\left(3^{1/3}z\right)^{n}\sin \left({\frac {2(n+1)\pi }{3}}\right)}
{\displaystyle \mathrm {Bi} (z)={\frac {1}{3^{1/6}\pi }}\sum _{n=0}^{\infty }{\frac {\Gamma \left({\frac {1}{3}}(n+1)\right)}{n!}}\left(3^{1/3}z\right)^{n}\left|\sin \left({\frac {2(n+1)\pi }{3}}\right)\right|}

## Komplexe Argumente
{\displaystyle \mathrm {Ai} (x)} und {\displaystyle \mathrm {Bi} (x)} sind ganze Funktionen. Sie lassen sich also auf der gesamten komplexen Ebene analytisch fortsetzen.
| {\displaystyle \Re \left[\mathrm {Ai} (x+iy)\right]} | {\displaystyle \Im \left[\mathrm {Ai} (x+iy)\right]} | {\displaystyle \|\mathrm {Ai} (x+iy)\|\,} | {\displaystyle \mathrm {arg} \left[\mathrm {Ai} (x+iy)\right]\,} |
| ---------------------------------------------------- | ---------------------------------------------------- | ----------------------------------------- | ---------------------------------------------------------------- |
|                                                      |                                                      |                                           |                                                                  |
|                                                      |                                                      |                                           |                                                                  |

| {\displaystyle \Re \left[\mathrm {Bi} (x+iy)\right]} | {\displaystyle \Im \left[\mathrm {Bi} (x+iy)\right]} | {\displaystyle \|\mathrm {Bi} (x+iy)\|\,} | {\displaystyle \mathrm {arg} \left[\mathrm {Bi} (x+iy)\right]\,} |
| ---------------------------------------------------- | ---------------------------------------------------- | ----------------------------------------- | ---------------------------------------------------------------- |
|                                                      |                                                      |                                           |                                                                  |
|                                                      |                                                      |                                           |                                                                  |

## Verallgemeinerungen
Definiere
{\displaystyle T_{n}(t,\alpha )=t^{n}{}_{2}F_{1}\left(-{\frac {n}{2}},{\frac {1-n}{2}};1-n;-{\frac {4\alpha }{t^{2}}}\right)}
wobei {\displaystyle {}_{2}F_{1}} die hypergeometrische Funktion ist.
Dann gibt es folgende Verallgemeinerungen des Airy-Integrals
{\displaystyle \operatorname {Ci} _{n}(\alpha )=\int _{0}^{\infty }\cos(T_{n}(t,\alpha ))\mathrm {d} t}
{\displaystyle \operatorname {Si} _{n}(\alpha )=\int _{0}^{\infty }\sin(T_{n}(t,\alpha ))\mathrm {d} t}
{\displaystyle \operatorname {Ei} _{n}(\alpha )=\int _{0}^{\infty }\exp(-T_{n}(t,\alpha ))\mathrm {d} t}

## Verwandte Funktionen

### Airy-Zeta-Funktion
Zu der Airy-Funktion lässt sich analog zu den anderen Zeta-Funktionen die Airysche Zeta-Funktion definieren als
{\displaystyle Z(n)=\sum _{r}{\frac {1}{r^{n}}},}
wobei die Summe über die reellen (negativen) Nullstellen von {\displaystyle \mathrm {Ai} } geht.

### Scorersche Funktionen

Funktionsgraphen von und.

Manchmal werden auch die beiden weiteren Funktionen {\displaystyle \mathrm {Gi} (x)} und {\displaystyle \mathrm {Hi} (x)} zu den Airy-Funktionen dazugerechnet. Die Integral-Definitionen lauten
{\displaystyle \mathrm {Gi} (x)={\frac {1}{\pi }}\int \limits _{0}^{\infty }\sin \left({\frac {t^{3}}{3}}+xt\right)\,\mathrm {d} t}
{\displaystyle \mathrm {Hi} (x)={\frac {1}{\pi }}\int \limits _{0}^{\infty }\exp \left(-{\frac {t^{3}}{3}}+xt\right)\,\mathrm {d} t}
Sie lassen sich auch durch die Funktionen {\displaystyle \mathrm {Ai} } und {\displaystyle \mathrm {Bi} } darstellen.